# Lago Qadisiyah
El lago Qadisiyah o embalse de Haditha (árabe: بحيرة القادسية) es un embalse artificial ubicado en Al-Anbar, Irak, al norte de la presa de Haditha.
El lago Qadisiyah se formó tras crear la presa que controlaría el río Éufrates al norte de Haditha, Irak. Tiene 100 kilómetros de orilla y aporta agua de irrigación para los campos de cultivo cercanos.
El 3 de diciembre de 2006 fue el lugar de aterrizaje de emergencia de un helicóptero CH-46E Sea Night de las fuerzas estadounidenses que terminó con la muerte por ahogo de cuatro pasajeros de dieciséis.

## Referencias

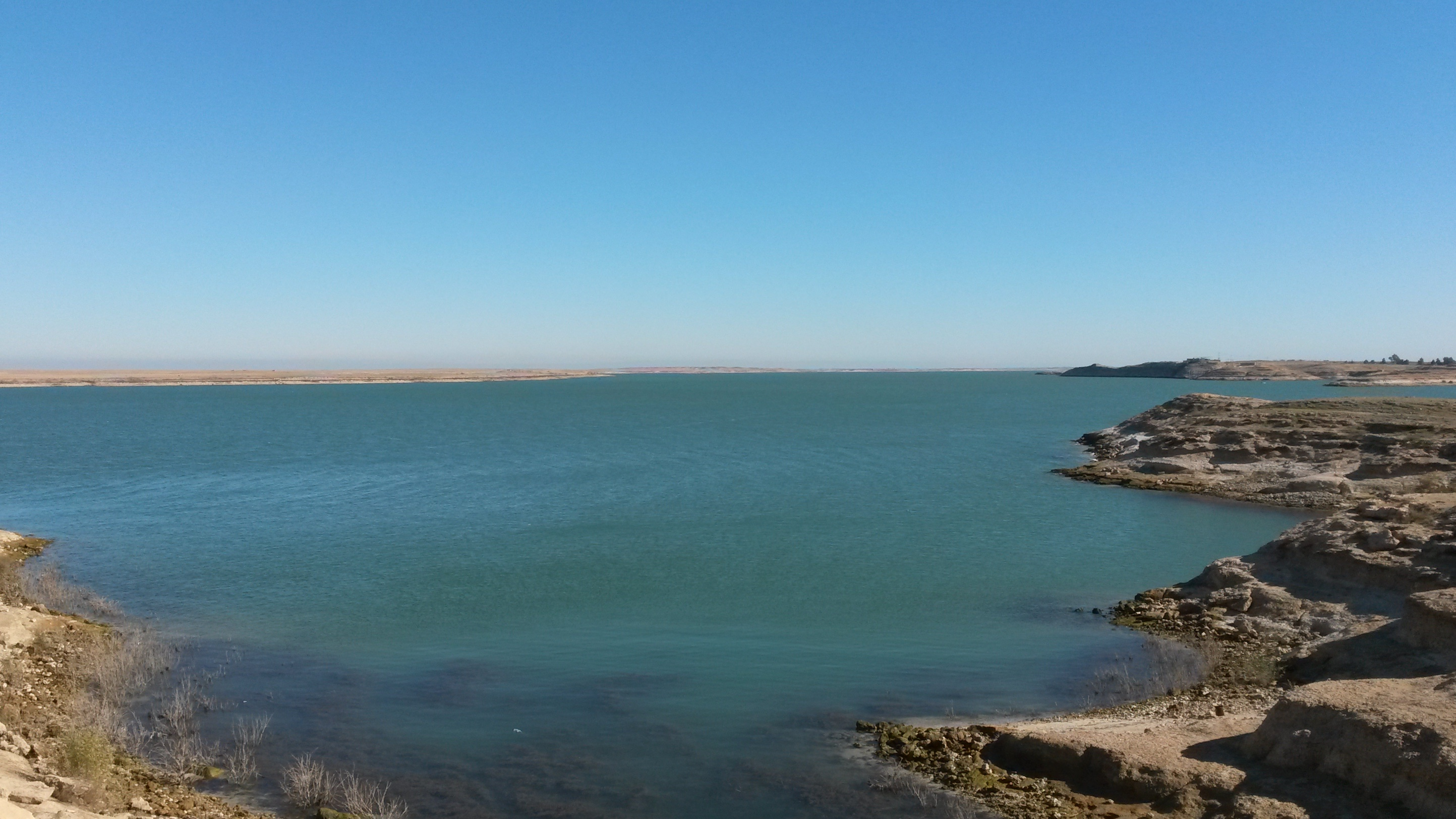
Vista del embalse